# Liste des Irlandais lauréats du prix Nobel
Cet article présente la liste des Irlandais ayant obtenu le Prix Nobel.

## Prix Nobel de la paix
- 1974 : Seán MacBride
- 1976 : Betty Williams et Mairead Corrigan
- 1998 : John Hume et David Trimble

## Prix Nobel de littérature
- 1923 : William Butler Yeats
- 1925 : George Bernard Shaw
- 1969 : Samuel Beckett
- 1995 : Seamus Heaney

## Prix Nobel de physiologie ou médecine
- 2015 : William C. Campbell

## Prix Nobel de physique
- 1951 : Ernest Walton